# میردیتا
میردیتا (به لاتین: Mirditë) یک شهرستان در آلبانی است که در شهرستان لژه واقع شده‌است.